# William Collins (poet)
William Collins, född 21 december 1721, död 12 juni 1759, var en brittisk poet.
Collins levde ett stormigt liv och var under sina senare år psykiskt sjuk. Hans poesi, varibland märks diktsamlingen Odes (1747), var starkt influerad av John Milton, och består främst av högstämda oden, ofta med fri metrisk byggnad. Bland hans dikter märks The passions och To evening. Han har tillsammans med Thomas Gray setts som de mest betydande poeterna under brittisk klassicism.
Collins samlade verk utgavs 1898.